# جيفري لوري
جيفري لوري (بالإنجليزية: Jeffrey Lurie)‏ هو منتج أفلام أمريكي، ولد في 8 سبتمبر 1951 في بوسطن في الولايات المتحدة.

## وصلات خارجية
- جيفري لوري على موقع IMDb (الإنجليزية)
- جيفري لوري على موقع قاعدة بيانات الفيلم (الإنجليزية)